# Fiston Saï-Saï
Pour les articles homonymes, voir Fiston et Saï Saï.
Fiston Saï-Saï de son nom complet Fiston Mafinga Sese, né le 30 juin 1982 à Kinshasa en République démocratique du Congo, est un acteur humoriste, comédien et producteur congolais.

## Jeunesse et début
Fiston Saï-Saï a fait ses premiers pas au théâtre en 1994 au sein du groupe Bagaza, marquant sa première apparition notable avec le gag du Monument. Par la suite, il a rejoint la troupe théâtrale Sorobondo, qui a joué un rôle clé dans sa montée en popularité.

## Succès au cinéma et à la télévision
C'est au début des années 2000 qu'il a fait ses débuts à la télévision, élargissant ainsi son audience et consolidant sa notoriété dans le paysage culturel. Sa transition vers la télévision a permis à Fiston Saï-Saï de toucher un public plus large, contribuant à son statut d'acteur et humoriste reconnu. Cette évolution de la scène théâtrale vers la télévision reflète la diversification des moyens de diffusion artistique à cette époque, avec l'émergence de nouveaux canaux médiatiques en République démocratique du Congo.
Fiston Saï-Saï, artiste prolifique, a largement contribué à l'émergence de nombreux talents dans le milieu artistique congolais. Parmi ceux qu'il a inspirés et soutenus, on compte Pululu-Ginola, Masirika, Miracle du groupe Superkilima, Mpaka Lowis, et V12 du groupe Horizon.
Son influence dans le domaine du théâtre et de l'humour a aidé ces artistes à se faire un nom sur la scène congolaise, renforçant ainsi son rôle de mentor et de figure clé dans le développement de la culture populaire en République démocratique du Congo,.

## Diversification
Depuis 2014, Fiston Saï-Saï est à la tête d'une société de publicité et de production appelée F Saï Prod. Cette entreprise se spécialise dans la production de pièces de théâtre pour son groupe, qui sont diffusées chaque semaine sur quatre chaînes de télévision congolaises.
Grâce à F Saï Prod, Fiston Saï-Saï a non seulement renforcé sa présence médiatique, mais il a également contribué à la promotion et à la diffusion régulière du théâtre congolais à travers le pays. Cette initiative a permis à de nombreux téléspectateurs de découvrir et d'apprécier l'humour et le talent de la scène théâtrale locale.

## Scandale sexuel
Le 31 janvier 2015, Fiston Saï-Saï fut incarcéré à la prison centrale de Makala, à Kinshasa, à la suite d'accusations de viol sur une fillette de onze ans, en compagnie de trois de ses amis,,,
Cependant, le 20 mars 2015, il fut acquitté de ces charges. Cet acquittement a marqué la fin de cette affaire judiciaire, qui avait suscité une vive attention du public et soulevé des débats sur le traitement des personnalités publiques face à la justice en République démocratique du Congo,,,